# 우리 (음반)
《우리》는 1995년 4월 1일 발매된 대한민국의 밴드 들국화의 세 번째 정규 음반이다. 1995년에 발매한 들국화의 3집 음반이지만 엄밀하게 따지면 들국화의 정식 음반으로 보기 힘들다. 들국화 멤버들 중에서는 오로지 전인권만 참여한 음반이기 때문이다.